# Made in Japan (Deep Purple)
Made in Japan è il secondo album dal vivo del gruppo musicale britannico Deep Purple, pubblicato l'8 dicembre 1972 dalla Purple Records; registrato nell'agosto dello stesso anno, è considerato uno dei più significativi album live della storia.

## Storia
Il disco fu registrato durante una tournée in Giappone nell'agosto del 1972; i brani provengono da tre concerti, due al Festival Hall di Osaka e uno all’arena Budokan di Tokyo.
Fu pubblicato nel dicembre 1972 originariamente come doppio LP e poi ristampato come CD singolo e, in seguito, nell'edizione rimasterizzata del 1998, è stato aggiunto un CD con 3 nuove tracce, eseguite come bis durante gli stessi concerti.
I brani sono tratti dagli album di quel periodo come Fireball, In Rock e Machine Head. Made in Japan è stato uno dei primi album rock registrati dal vivo ad ottenere un successo commerciale importante e ad entrare nelle classifiche di vendita. In particolare il disco raggiunse la prima posizione in Austria e Germania, la terza in Australia e Francia, la quarta in Finlandia e Olanda, la quinta in Canada, la sesta posizione delle chart statunitensi Billboard 200 e la settima in Italia e Norvegia.
Quando uscì nel dicembre del 1972 il livello tecnico delle registrazioni dal vivo e della post-produzione non era ai livelli che sarebbero stati raggiunti negli anni successivi. Dischi di gruppi all'epoca famosi avevano subito aspre critiche perché troppo evidenti erano le manomissioni posticce realizzate in studio e al mixer.
In una intervista degli anni ottanta, il bassista Roger Glover definì Made in Japan «il disco più onesto della storia del rock», perché testimoniava senza trucchi, sovraincisioni, manomissioni in studio, ciò che realmente era la musica dei Deep Purple in concerto.
Le foto di copertina non furono scattate in Giappone ma durante un concerto alla Brixton Academy di Londra, tra la cui folla è possibile riconoscere Phil Collen, divenuto in seguito noto come chitarrista dei Def Leppard.
Con Made in Japan i Deep Purple negli Stati Uniti vendettero milioni di copie.
I concerti da cui è tratto Made in Japan non sono mai stati filmati. Esiste un DVD con titolo omonimo, ma si tratta di un documentario non autorizzato.
Il titolo e la grafica dell'album sono stati ripresi più volte da altri gruppi e musicisti come il doppio album live di Elio e le Storie Tese del 2001 (Made in Japan - Live at Parco Capello) e il bootleg ufficiale dei Dream Theater registrato il 13 gennaio 2006, in cui la band esegue per intero l'album al Kokusai Forum di Tokyo, e successivamente il 15 gennaio al NHK Hall di Osaka: entrambe le performance sono state registrate e uno dei due show è stato pubblicato tramite l'etichetta dalla band, la "Ytse Jam Records" e mixato da Roger Glover.

## Accoglienza
L'album fu disco di platino in Austria, in Germania e negli USA e d’oro in Francia, in Italia e nel Regno Unito.

## Tracce
Testi e musiche di Blackmore/Gillan/Glover/Lord/Paice, eccetto dove indicato.

### Edizione originale in vinile (Purple Records – TPSP 351)

#### Disco 1
Lato A
1. Highway Star – 6:42
2. Child in Time – 12:18

Lato B
1. Smoke on the Water – 7:37
2. The Mule – 9:28

#### Disco 2
Lato C
1. Strange Kind of Woman – 9:52
2. Lazy – 10:27

Lato D
1. Space Truckin' – 19:53

### Edizione CDRemastered1998 (EMI – CDPP 039)

#### CD 1 - Made in Japan
1. Highway Star – 6:42
2. Child in Time – 12:18
3. Smoke on the Water – 7:37
4. The Mule (drum solo) – 9:28
5. Strange Kind of Woman – 9:52
6. Lazy – 10:27
7. Space Truckin' – 19:53

#### CD 2 - The Encores
1. Black Night – 6:17
2. Speed King – 7:25
3. Lucille – 8:03 (Albert Collins/Richard Penniman)

- Le tracce 1, 2, 5 e 7 del CD nº 1 e la traccia 3 del CD nº 2 sono state registrate a Osaka il 16 agosto 1972; la traccia 3 del CD nº 1 è stata registrata a Osaka il 15 agosto 1972; le altre tracce sono state registrate a Tokyo il 17 agosto 1972.

## Formazione
- Ritchie Blackmore - chitarra elettrica
- Ian Gillan - voce
- Roger Glover - basso elettrico
- Jon Lord - organo, tastiere
- Ian Paice - batteria

## Classifiche

### Classifiche settimanali
| Classifica (1972/73) | Posizione massima |
| -------------------- | ----------------- |
| Australia            | 3                 |
| Austria              | 1                 |
| Canada               | 5                 |
| Finlandia            | 4                 |
| Francia              | 3                 |
| Germania             | 1                 |
| Italia               | 7                 |
| Norvegia             | 7                 |
| Paesi Bassi          | 4                 |
| Regno Unito          | 16                |
| Stati Uniti          | 6                 |

### Classifiche di fine anno
| Classifica (1973) | Posizione |
| ----------------- | --------- |
| Australia         | 6         |
| Austria           | 6         |
| Germania          | 2         |
| Italia            | 21        |
| Paesi Bassi       | 23        |
| Stati Uniti       | 26        |